# Glycoside

Salicin, một glycoside liên quan đến aspirin

Cấu trúc hóa học oleandrin, một glycoside tim

Trong hóa học, một glycoside /ˈɡlaɪkəsaɪd/ là một phân tử, trong đó một đường kết nối với một nhóm chức năng thông qua một liên kết glycosid. Glycoside đóng nhiều vai trò quan trọng trong các sinh vật sống. Nhiều thực vật lưu trữ hóa chất ở dạng glycoside không hoạt động. Chúng có thể được kích hoạt bằng cách thủy phân enzyme, làm cho phần đường bị phá vỡ, làm cho hóa chất có sẵn để sử dụng. Nhiều glycoside thực vật như vậy được sử dụng làm thuốc. Một số loài bướm Heliconius có khả năng kết hợp các hợp chất thực vật này như một hình thức bảo vệ hóa học chống lại kẻ săn mồi. Ở động vật và con người, chất độc thường liên kết với các phân tử đường như là một phần của việc loại bỏ chúng khỏi cơ thể.
Nói một cách chính thức, glycoside là bất kỳ phân tử nào trong đó một nhóm đường được liên kết thông qua carbon anomeric của nó với một nhóm khác thông qua liên kết glycoside. Glycoside có thể được liên kết bởi một liên kết glycosid O- (một glycosylamine), S- (một thioglycoside) hoặc C- (một C-glycoside). Theo IUPAC, tên " C -glycoside" là một cách gọi sai; thuật ngữ ưa thích là "hợp chất C -glycosyl". Định nghĩa đã cho là định nghĩa được sử dụng bởi IUPAC, khuyến nghị phép chiếu Haworth để gán chính xác các cấu hình lập thể. Ngoài ra, nhiều tác giả yêu cầu rằng đường phải được liên kết với một loại đường không để phân tử đủ điều kiện là glycoside, do đó không bao gồm polysacarit. Nhóm đường sau đó được gọi là glycone và nhóm không đường là phần aglycone hoặc genin của glycoside. Glycone có thể bao gồm một nhóm đường đơn (monosacarit) hoặc một số nhóm đường (oligosacarit).
Các glycoside đầu tiên từng được xác định là amygdalin, do các nhà hóa học người Pháp Pierre Robiquet và Antoine Boutron-Charlard thực hiện vào năm 1830.

## Hợp chất liên quan
Các phân tử có chứa một liên kết N-glycosid được gọi là glycosylamine và không được thảo luận trong bài viết này. (Nhiều tác giả trong hóa sinh gọi các hợp chất N-glycosid và nhóm chúng lại với glycosides, đây được coi là một cái tên nhầm lẫn, và bị phản đối bởi IUPAC.) Glycosylamines và glycoside được nhóm lại với nhau như glycoconjugates; các glycoconjugate khác bao gồm glycoprotein, glycopeptide, peptidoglycans, glycolipids và lipopolysacarit.

## Hóa học
Phần lớn hóa học của glycoside được giải thích trong bài viết về liên kết glycosid. Ví dụ, các phần glycone và aglycone có thể được phân tách hóa học bằng cách thủy phân khi có mặt axit và có thể bị thủy phân bởi kiềm. Ngoài ra còn có nhiều enzyme có thể hình thành và phá vỡ liên kết glycosid. Các enzyme phân cắt quan trọng nhất là các hydrolase glycoside, và các enzyme tổng hợp quan trọng nhất trong tự nhiên là glycosyltransferase. Các enzyme biến đổi gen được gọi là glycosynthase đã được phát triển có thể hình thành các liên kết glycosid với năng suất tốt.
Có nhiều cách để tổng hợp hóa học các liên kết glycosid. Phản ứng glycosid hóa Fischer đề cập đến sự tổng hợp glycoside bằng phản ứng của monosacarit không được bảo vệ với rượu (thường là dung môi) với sự có mặt của chất xúc tác axit mạnh. Phản ứng Koenigs-Knorr là sự ngưng tụ của glycosyl halide và rượu với sự có mặt của các muối kim loại như bạc cacbonat hoặc oxit thủy ngân.